# 기술 문해력
기술 문해력(Technology Literacy)은 테크놀로지를 사용하고, 관리하고, 이해하며, 평가하는 능력이다. 기술 문해력은 디지털 리터러시와 관련이 있는데, 개인이 컴퓨터와 기타 디지털 장치를 능숙하게 사용하여 인터넷에 접속할 때, 디지털 리터러시는 웹 브라우저, 데이터베이스, 온라인 저널, 잡지, 신문, 블로그, 소셜 미디어 사이트와 같은 다양한 디지털 플랫폼을 통해 정보를 발견하고, 검토하고, 평가하고, 생성하고, 사용하는 능력을 제공한다.

## 유네스코와 기술 소양
유네스코(유엔 교육, 과학, 문화 기구)는 교육자들이 교육의 모든 측면에서 기술을 사용하도록 보장함으로써 전 세계 학생들에게 기술 소양을 제공하기 위해 노력한다. 학생들이 기술에 대해 배우는 것뿐만 아니라 기술을 통해 배우는 것에 익숙해질수록, 기술을 사용하여 삶을 개선할 준비가 더 잘 될 것이다.
2011년 발행된 교사용 ICT 역량 프레임워크의 전체 모듈은 교실에서의 기술 소양에 초점을 맞추고 있다. 이 출판물은 진화하는 ICT 역량(정보통신기술)을 반영하기 위해 2018년에 업데이트되었다. 프레임워크는 전 세계적으로 교육 분야의 ICT 정책, 교사 표준, 평가 기준, 교육과정 설계 및 코스웨어 개발에 활용되었다. 업데이트된 출판물의 주요 내용은 기술 소양 모듈이 라틴 아메리카와 카리브해 지역의 한 대학에서 교육학 학사 학위를 위한 교육 ICT 교육과정에 어떻게 적용되었는지, 그리고 지역 교사 양성 대학에서 제공하는 준학사 학위에 어떻게 적용되었는지를 보여준다. 기술 소양은 준학사 학위와 교육학 학사 학위의 첫 2년 과정의 핵심이다. 이 프로그램에서 가르치는 기술과 지식 중 일부는 컴퓨터 하드웨어를 작동하는 방법, 하드웨어 구성 요소와 주변기기(예: 랩톱, 프린터, 저장 장치)의 전문 용어와 기능을 배우는 방법, 그리고 컴퓨터가 작동하지 않을 경우 트러블슈팅하는 방법 등이 있다. 이 모든 것은 기술 사용에 대한 불안이나 두려움을 극복하는 데 도움이 된다. 또 다른 핵심 주제는 워드 프로세싱으로, 워드 프로세서가 작동하는 방식, 타자기와 다른 점, 컴퓨터에서 워드 프로세서 소프트웨어를 사용하는 방법, 문서를 서식 지정하는 방법, 문법과 철자를 확인하는 방법 등이 포함된다.
2016년, 유네스코는 교사들이 ICT 교육을 제공할 때 교실에서 기술 소양을 어떻게 보여줄 수 있는지 자세히 설명했다. 교사들은 다음을 수행한다.
- 텍스트 입력, 텍스트 편집, 텍스트 서식 지정 및 인쇄와 같은 워드 프로세서의 기본 작업 및 사용법을 설명하고 시연하며, 프레젠테이션 소프트웨어 및 기타 디지털 자원의 목적과 기본 기능을 설명한다.
- 그래픽 소프트웨어의 목적과 기본 기능을 설명하고 그래픽 소프트웨어 패키지를 사용하여 간단한 그래픽 디스플레이를 생성한다.
- 인터넷과 월드 와이드 웹을 설명하고, 그 용도를 상세히 설명하며, 브라우저가 작동하는 방식과 URL을 사용하여 웹사이트에 접속하고 검색 엔진을 사용하는 방법을 설명한다.
- 이메일 계정을 생성하고 지속적인 이메일 통신에 사용하며, (이메일), 텍스트 메시징, 화상 회의, 웹 기반 협업 및 소셜 환경과 같은 일반적인 통신 및 협업 기술을 사용한다.
- 네트워크화된 기록 관리 소프트웨어를 사용하여 출석을 기록하고, 성적을 제출하며, 학생 기록을 유지한다.
- 기성품 패키지, 강좌, 훈련 및 연습 소프트웨어, 웹 자원의 정확성과 교육과정 표준과의 일치 여부를 파악하고 특정 학생의 요구에 맞게 조정한다.[4]

2019년 5월 9일, 유네스코 카이로 사무소는 기자 주에 거주하는 15세에서 35세 사이의 문맹 여성 150-200명에게 기본적인 문해 기술, 생활 기술 및 법적 권한 부여를 가르치는 기술 소양 프로젝트를 시작했다.

## Sources
This article incorporates text from a free content work.  Licensed under CC BY-SA 3.0 IGO (license statement/permission). Text taken from UNESCO ICT Competency Framework for Teachers, Version 3, 53-55, UNESCO, UNESCO. UNESCO Digital Library. 
 This article incorporates text from a free content work.  Licensed under CC BY-SA 3.0 IGO (license statement/permission). Text taken from Diverse approaches to developing and implementing competency-based ICT training for teachers: a case study, 132, UNESCO Office Bangkok and Regional Bureau for Education in Asia and the Pacific, UNESCO. UNESCO Digital Library. 